# No. 2 (gruppo musicale)
I No. 2 sono stati un gruppo musicale statunitense formatosi nel 1996 a Portland, nell'Oregon, e scioltosi nel 2003.

## Formazione
- Neil Gust – voce, chitarra
- Jim Talstra – basso, voce secondaria
- Paul Pulvarite – batteria, percussioni

## Discografia

### Album in studio
- 1999 – No Memory
- 2002 – What Does Good Luck Bring?

### Singoli
- 1999 – Allistair Chestnut